# I Put a Spell on You
I Put a Spell on You é o oitavo álbum de estúdio gravado pela artista musical americana Nina Simone, gravado em Nova Iorque entre 1964 e 1965, e lançado em junho de 1965 através da Philips Records. O álbum atingiu a 99ª posição da Billboard 200 e a 9ª posição no UK Albums Chart. A faixa-título, "I Put a Spell on You", alcançou a 23ª posição da Billboard R&B/Hip-Hop Songs e a 28ª posição do UK Singles Chart.

## Recepção crítica
Richie Unterberger, do portal AllMusic, deu 3 estrelas 5 para o álbum, afirmando: "É um dos melhores álbuns pop, mas também um dos melhores e mais consistentes álbuns de Nina Simone. [...] Existem tonalidades e interpretações aprazíveis, em que Simone oferece uma ponte para as demais canções pop da obra, tendo uma leve pausa - mas não fortuita - para um jazz instrumental com "Blues on Purpose"". Em 2017, NPR classificou o álbum na terceira posição entre os 150  Maiores Álbuns Femininos". Para Audie Cornish, jornalista da mesma publicação, o álbum é "o mais próximo que ela chegará ao pop."

## Lista de faixas
| N.º            | Título                      | Compositor(es)                                   | Duração |  |
| 1.             | "I Put a Spell on You"      | Jalacy Hawkins                                   | 2:34    |  |
| 2.             | "Tomorrow Is My Turn"       | Charles Aznavour, Marcel Stellman, Yves Stéphane | 2:48    |  |
| 3.             | "Ne me quitte pas"          | Jacques Brel                                     | 3:34    |  |
| 4.             | "Marriage Is for Old Folks" | Leon Carr, Earl Shuman                           | 3:29    |  |
| 5.             | "July Tree"                 | Irma Jurist, Eve Merriam                         | 2:41    |  |
| 6.             | "Gimme Some"                | Andy Stroud                                      | 2:57    |  |
| 7.             | "Feeling Good"              | Leslie Bricusse, Anthony Newley                  | 2:53    |  |
| 8.             | "One September Day"         | Rudy Stevenson                                   | 2:48    |  |
| 9.             | "Blues on Purpose"          | Rudy Stevenson                                   | 3:16    |  |
| 10.            | "Beautiful Land"            | Leslie Bricusse, Anthony Newley                  | 1:54    |  |
| 11.            | "You've Got to Learn"       | Charles Aznavour, Marcel Stellman                | 2:41    |  |
| 12.            | "Take Care of Business"     | Andy Stroud                                      | 2:03    |  |
| Duração total: | Duração total:              | Duração total:                                   | 34:21   |  |

## Desempenho nas tabelas musicais

### Posições
| Chart (2018)                 | Melhor posição |
| ---------------------------- | -------------- |
| Estados Unidos Billboard 200 | 99             |
| Reino Unido (OCC)            | 18             |